# سالومه ساماداشویلی
سالومه ساماداشویلی (گرجی: სალომე სამადაშვილი؛ زادهٔ ۲ آوریل ۱۹۷۶) یک سیاست‌مدار اهل گرجستان است که از حزب جنبش اتحاد ملی گرجستان در مجلس این کشور حضور دارد. او دو بار به مجلس گرجستان راه یافته‌است.

## زندگی‌نامه
سالومه ساماداشویلی در ۲ آوریل ۱۹۷۶ متولد شد. وی از کالج آلگنی، دانشگاه اروپای مرکزی و دانشگاه واشینگتن فارغ‌التحصیل شد. وی از سال ۱۹۹۴ تا ۱۹۹۵ مترجم و دستیار برنامه مؤسسه ملی دموکراتیک ایالات متحده بود. بین سال‌های ۱۹۹۷ تا ۱۹۹۸ به عنوان محقق مرکز تحقیقات بین‌المللی هربرت اسکویل در مونتانا فعالیت می‌کرد و بعداً رئیس دبیرخانه سفارت گرجستان در آمریکا شد. وی از سال ۱۹۹۹ تا ۲۰۰۱ استادیار دانشگاه واشینگتن، از ۲۰۰۰ تا ۲۰۰۱ مشاور حقوقی کارانا کورپریشن و از ۲۰۰۱ تا ۲۰۰۲ به عنوان یک متخصص در مرکز بین‌المللی آموزش و هنر واشینگتن فعالیت می‌کرد.